# De Club van Sinterklaas (1999)
De Club van Sinterklaas is het eerste seizoen van de Nederlandse televisieserie De Club van Sinterklaas. Het werd uitgezonden in 1999 door kinderzender Fox Kids. Wordt vervolgd door De Nieuwe Club van Sinterklaas en de film Sinterklaas & Pakjesboot 13.

## Verhaal
We ontmoeten Wegwijspiet en Chefpiet die zojuist een Paella-restaurantje, Pedro's Paella Palacio, zijn begonnen. Het bedrijfje is gelegen aan een strand in Spanje. Ook ontmoeten we Rosita, de nieuwe vriendin van Wegwijs, die af en toe helpt in de Paella Palacio. Na de vele taferelen van het Pietenduo in hun Paella restaurantje, komt Wegwijs voor een moeilijk besluit te staan: Hij moet Rosita vertellen dat hij over een week met Sinterklaas naar Nederland moet vertrekken. Wegwijs is radeloos, en Chefpiet probeert alles om hem te helpen.
Wegwijs organiseert, op advies van Chefpiet, een etentje met Rosita, om alles zo voorzichtig mogelijk te vertellen. Dit blijkt echter moeilijker gezegd dan gedaan. Wegwijs blijft dan ook aarzelen en kan het haar niet vertellen. Chefpiet, die het eten klaarmaakte voor het etentje, komt dan ook binnen en ziet Rosita erg blij met het cadeautje van Wegwijs. Hij zegt dat het dus, zoals hij al gezegd had, niet zo moeilijk was als Wegwijs eerst dacht, om Rosita te vertellen over zijn vertrek. Rosita wist echter nog van niets, en rent dan ook huilend het restaurantje uit.
Rosita laat na dagen nog niets van zich horen en Wegwijs is er ook niet al te best aan toe. De zaken van de Paella Palacio gaan ook achteruit sinds het vertrek van Rosita. De Wegwijspiet heeft geen andere keuze dan met Sinterklaas mee te gaan naar Nederland. Wegwijs kan echter niet z'n restaurantje onbemand achterlaten, dus besluit Chefpiet om deze over te nemen. Wegwijs vertrekt naar Nederland, maar met verdriet in zijn hart. De Wegwijspiet vraagt de Slimme Piet om een oplossing, maar ook de Slimme Piet weet geen andere oplossing dan het gewoon te vertellen aan Rosita.
De volgende dag keert Rosita echter terug en is dan ook niet al te blij als ze erachter komt dat Wegwijs al naar Nederland vertrokken is. Chefpiet legt de situatie aan haar uit, en laat weten Wegwijs zelf ook te missen en zelf naar Nederland te willen vertrekken. Hij heeft echter zijn laatste spaarcentjes gestoken in de Paella Palacio, en kan dus niet naar Nederland vanwege het slechte draaien van het restaurantje de laatste tijd. Rosita biedt aan het restaurant over te nemen, en Chefpiet neemt dat bod maar al te graag aan om met dat geld naar Nederland te vertrekken. Rosita legt echter een appel op tafel, en daarmee komt hij dus echt niet ver. Rosita legt een nieuw idee aan hem voor: liften. Chefpiet heeft er nog nooit van gehoord en ze legt het aan hem uit.
Opeens gaat de telefoon en komt er na dagen eindelijk weer een reservering binnen. En nog eens, en nog eens. Ze komen tot de realisering dat de klanten niet voor Chefpiet's kookkunsten kwamen, ze kwamen ook niet voor de Wegwijspiet, ze kwamen voor Rosita. Vol goede moed en met zelfs nog een appeltje voor de dorst vertrekt Chefpiet op een barkoude tocht naar Nederland.

## Rolverdeling
- Sinterklaas - Bram van der Vlugt
- Chefpiet - Don van Dijke
- Hoofdpiet - Erik van Muiswinkel
- Wegwijspiet - Michiel Kerbosch
- Rosita - Trudy Kerbosch
- Pietje van Alles - Tim Kerbosch
- Tante Soesa - Daphny Muriloff
- Stafpiet - Dominique Engers
- Computerpiet - Ralf Grevelink
- Sassefras (stem) - Ralf Grevelink
- Schemapiet - Roos Abelman
- Pakjespiet 1 - Marien van der Kooij
- Muziekpiet - Wim Schluter

## Liedjes
Er waren meerdere muziekclips verwerkt in de serie. Deze clips bestonden uit drie originele liedjes: De Club van Sinterklaas (een lange versie van de titelsong), Schoenen en De Wegwijsblues. Verder werden er ook traditionele sinterklaasliedjes in een modern jasje gestopt. In de verhaallijn maakten Wegwijspiet en Chefpiet een album met de naam 'Chocolade-CD'. Zo werd ook laten zien hoe ze, samen met Tante Soesa & Sassefras en componist Ruud Voerman, de liedjes opnamen in een opnamestudio. Qua promotie gaan de Pieten er volop tegenaan en komen zelfs bij Radio 538 en Daphne Bunskoek op televisiezender TMF voorbij. Ook op thuishonk Fox Kids komen de originele Club-liedjes regelmatig voorbij, buiten de diverse televisieprogramma's. Er werden videoclips gemaakt, waarvan de liedjes tevens niet op cd of dvd uitgebracht zijn.

### Titelsong
De club van Sinterklaas (Turnen in een kachelpijp) is een liedje uit 1999 van Chefpiet, een personage uit de Fox Kids-serie De Club van Sinterklaas, vertolkt door Don van Dijke.
In het lied dat tevens de beginmelodie van het allereerste televisieseizoen van de televisieserie is, wordt het dagelijkse doen verteld van Zwarte Pieten in het beoefenen van hun vak. De coupletten worden samen gezongen met de Wegwijspiet, terwijl Chefpiet het steeds herhalende refrein alleen voor zijn rekening neemt. Totdat Wegwijs na twee coupletten en tweemaal het refrein opeens de tekst uit zijn hoofd kent, en het refrein mee kán zingen.
De videoclip start een jaarlijkse traditie: het verwerken van beelden afkomstig uit de televisieafleveringen, uit het dan huidige televisieseizoen, in flashback-stijl om de tekst van het titelliedje visueel te ondersteunen op een grafisch speelse wijze maar tegelijkertijd ook op zo'n manier dat het de 'flow' van de eigenlijke videoclip zo min mogelijk verstoord wat een strak en pakkend geheel tot gevolg heeft.
Voor de televisieleader is het liedje verkort naar dertig seconden (beperkt tot eenmaal refrein) en zijn de zinsovergangen voorzien van extra, Spaanse gitaarklanken. Wanneer een langere versie uiteindelijk aan bod komt in de televisie-uitzending, duurt het liedje bijna twee minuten. Het werd geregeld uitgezonden door televisiezender Fox Kids in de maanden november en december in de jaren 1999 en 2000 en is vooralsnog niet op cd of dvd uitgekomen.

### Schoenen
Schoenen is een liedje uit 1999 van Wegwijspiet en Chefpiet, personages uit de Fox Kids-serie De Club van Sinterklaas, vertolkt door Michiel Kerbosch en Don van Dijke.
Het liedje dat tevens gebruikt is in het allereerste televisieseizoen van de televisieserie, vertelt het verhaal van Pieten die ergernissen ondervinden bij het vullen van de kinderschoenen tijdens het Sinterklaasfeest. Chefpiet en Wegwijspiet roepen de schoenzetters op om verbeteringen toe te passen en voortaan rekening te houden met dienst hebbende Pieten. Onder het motto: "Natuurlijk zijn we Pieten, we vullen elke schoen. Maar met wat medeleven zouden we 't nog beter doen. Dus als je 'm gaat zetten, kies dan je beste schoen. Je zou ons pietermannen, een groot genoegen doen".
Door tijdens het eerste refrein de hand voor de mond van Wegwijspiet te houden is Chefpiet ook in dit liedje weer solo te horen. Tijdens het tweede refrein flikt Chef hetzelfde kunstje opnieuw. Wel mag Wegwijs de brug verzorgen waarin hij vervolgens uitlegt welke schoenen Pieten liever niet tegenkomen, zoals modderschoenen, omgekeerde schoenen en poepschoenen. Tijdens de laatste twee keer dat het refrein gezongen wordt, gunt Wegwijspiet de normaal gesproken kokkerellende Piet zijn solo om hem tussendoor zelfs nog te complimenteren met zijn zang.
In de videoclip is te zien hoe de twee Pieten hun lol niet op kunnen in een schoenenwinkel. Tijdens de brug worden allerlei soorten schoenen getoond zoals eerder vermeld om uit te leggen welke schoenen Pieten liever niet tegenkomen. De videoclip werd geregeld uitgezonden door televisiezender Fox Kids in de maanden november en december in de jaren 1999 en 2000, maar is vooralsnog niet op cd of dvd uit.

### Wegwijsblues
De Wegwijsblues is een liedje uit 1999 van Wegwijspiet, een personage uit de Fox Kids-serie De Club van Sinterklaas, vertolkt door Michiel Kerbosch.
In het liedje wordt het wel en wee van het leven in het vak van Wegwijspiet beschreven. Het liedje betreft een compositie op zowel de gitaar als drums. Het telkens anders eindigende refrein sluit iedere keer af met een stoere Engelstalige term: Speedy Piet, Countingly Piet en Call Me Piet. Wat naar voren komt in dit liedje is het zangtalent van Kerbosch. De brug bestaat uit een gitaarsolo waarin Wegwijspiet uitlegt dat hij als zanger maar moeilijk zijn mond kan houden om de gitaar zijn solo te gunnen. In de videoclip neemt Wegwijspiet het liedje op in de opnamestudio met producent Ruud Voerman terwijl Pietje van Alles (acteur: Tim Kerbosch) de gitaar bespeelt.
Net zoals bij de andere twee liedjes werd de videoclip geregeld uitgezonden door televisiezender Fox Kids in de maanden november en december in de jaren 1999 en 2000, maar is vooralsnog niet op cd of dvd uit.